# Ugo (maestro di palazzo)
Ugo, in francese Hugues, chiamato anche Chuc, (... – dopo il 618) è stato un nobile franco che divenne maestro di palazzo d'Austrasia dal 616 a dopo il 618.

## Biografia
La sua ascendenza è sconosciuta, in quanto il nome Ugo (Hugues) è sconosciuto all'interno della nobiltà franca.
È menzionato nel testamento di san Bertrando di Le Mans, che quest'ultimo redasse il 26 marzo 616, nel quale il vescovo indica che poco prima la proprietà di una certa Aureliana, moglie di Dynamus, vescovo di Avignone (604-625), erano stati divisi dal re Clotario II tra i maestri di palazzo Gonland e Ugo/Hugues.
Ugo/Hugues è anche menzionato nella cronaca di Fredegario: 
«Nell'anno trentaquattresimo del regno di Clotario [617]", il re Agone inviò a questo principe tre nobili longobardi, Agiulfo, Pompège e Gautone, per chiedergli di restituire alla sua nazione le dodicimila monete d'oro che pagava ogni anno ai Franchi; e con abilità questi nobili diedero segretamente tremila sous d'oro, di cui mille a Warnachaire, mille a Gondeland e mille a Chuc [Ugo/Hugues]; offrirono contemporaneamente a Clotario trentaseimila sous d'oro. Il re diede il tributo ai Longobardi e si unì a loro con un giuramento di amicizia eterna.»

## Discendenti
Nessun documento menziona eventuali figli, ma diversi aristocratici successivi portano il primo nome di Ugo/Hugues o derivati da questo nome, e sono considerati discendenti.
Tra questi c'è il siniscalco Ugoberto (Hugobert). Il problema è che Ugoberto/Hugobert era un neustriano mentre Ugo/Hugues era un austrasiano, ma Christian Settipani nota che Ugoberto/Hugobert ha una figlia di nome Ragentrude, madre di Ugoberto/Hugobert, duca di Baviera, e presume che il siniscalco potrebbe essere stato il figlio di Waldebert, conte a Thérouanne, e di Ragentrude, che lo studioso identifica con al concubina di Dagoberto I, Ragnétrude, che potrebbe essere la nipote del maestro di palazzo.
Un'altra famiglia dell'inizio VIII secolo comprendeva diversi portatori del nome Ugo/Hugues, gli Eticonidi, e Christian Settipani suppone che Bereswinde, moglie di Eticone-Adalrico, duca d'Alsazia, discenda dal maestro del palazzo.
|     |     |     |     |                                                   |                                                   |                                                   |                                                   |                                                   |                                                   |          |          |            |            |            |            |            |            |  |  |                          |                          |                          |                          |                          |                          |              |              |                                    |                                    |                                    |                                    | Ugo maestro di palazzo                   |                                          |                                          |                                          |                                          |                                          |                                 |                                 |                                 |                                 |  |  |                                         |                                         |                                         |                                         |                                         |                                         |  |  |                                         |                                         |                                         |                                         |                                         |                                         |  |  |                               |                               |                               |                               |                               |                               |  |  |                                               |                                               |                                               |                                               |                                               |                                               |  |  |  |  |  |  |  |  |  |  |  |  |  |  |  |  |  |  |  |  |  |  |  |  |
|     |     |     |     |                                                   |                                                   |                                                   |                                                   |                                                   |                                                   |          |          |            |            |            |            |            |            |  |  |                          |                          |                          |                          |                          |                          |              |              |                                    |                                    |                                    |                                    |                                          |                                          |                                          |                                          |                                          |                                          |                                 |                                 |                                 |                                 |  |  |                                         |                                         |                                         |                                         |                                         |                                         |  |  |                                         |                                         |                                         |                                         |                                         |                                         |  |  |                               |                               |                               |                               |                               |                               |  |  |                                               |                                               |                                               |                                               |                                               |                                               |  |  |  |  |  |  |  |  |  |  |  |  |  |  |  |  |  |  |  |  |  |  |  |  |
|     |     |     |     |                                                   |                                                   |                                                   |                                                   |                                                   |                                                   |          |          |            |            |            |            |            |            |  |  |                          |                          |                          |                          |                          |                          |              |              |                                    |                                    |                                    |                                    |                                          |                                          |                                          |                                          |                                          |                                          |                                 |                                 |                                 |                                 |  |  |                                         |                                         |                                         |                                         |                                         |                                         |  |  |                                         |                                         |                                         |                                         |                                         |                                         |  |  |                               |                               |                               |                               |                               |                               |  |  |                                               |                                               |                                               |                                               |                                               |                                               |  |  |  |  |  |  |  |  |  |  |  |  |  |  |  |  |  |  |  |  |  |  |  |  |
|     |     |     |     |                                                   |                                                   |                                                   |                                                   |                                                   |                                                   |          |          |            |            |            |            |            |            |  |  | N                        | N                        | N                        | N                        | N                        | N                        |              |              |                                    |                                    |                                    |                                    |                                          |                                          |                                          |                                          |                                          |                                          |                                 |                                 |                                 |                                 |  |  |                                         |                                         |                                         |                                         |                                         |                                         |  |  | N                                       | N                                       | N                                       | N                                       | N                                       | N                                       |  |  |                               |                               |                               |                               |                               |                               |  |  |                                               |                                               |                                               |                                               |                                               |                                               |  |  |  |  |  |  |  |  |  |  |  |  |  |  |  |  |  |  |  |  |  |  |  |  |
|     |     |     |     |                                                   |                                                   |                                                   |                                                   |                                                   |                                                   |          |          |            |            |            |            |            |            |  |  | N                        | N                        | N                        | N                        | N                        | N                        |              |              |                                    |                                    |                                    |                                    |                                          |                                          |                                          |                                          |                                          |                                          |                                 |                                 |                                 |                                 |  |  |                                         |                                         |                                         |                                         |                                         |                                         |  |  | N                                       | N                                       | N                                       | N                                       | N                                       | N                                       |  |  |                               |                               |                               |                               |                               |                               |  |  |                                               |                                               |                                               |                                               |                                               |                                               |  |  |  |  |  |  |  |  |  |  |  |  |  |  |  |  |  |  |  |  |  |  |  |  |
|     |     |     |     |                                                   |                                                   |                                                   |                                                   |                                                   |                                                   |          |          |            |            |            |            |            |            |  |  |                          |                          |                          |                          |                          |                          |              |              |                                    |                                    |                                    |                                    |                                          |                                          |                                          |                                          |                                          |                                          |                                 |                                 |                                 |                                 |  |  |                                         |                                         |                                         |                                         |                                         |                                         |  |  |                                         |                                         |                                         |                                         |                                         |                                         |  |  |                               |                               |                               |                               |                               |                               |  |  |                                               |                                               |                                               |                                               |                                               |                                               |  |  |  |  |  |  |  |  |  |  |  |  |  |  |  |  |  |  |  |  |  |  |  |  |
|     |     |     |     |                                                   |                                                   |                                                   |                                                   |                                                   |                                                   |          |          |            |            |            |            |            |            |  |  |                          |                          |                          |                          |                          |                          |              |              |                                    |                                    |                                    |                                    |                                          |                                          |                                          |                                          |                                          |                                          |                                 |                                 |                                 |                                 |  |  |                                         |                                         |                                         |                                         |                                         |                                         |  |  |                                         |                                         |                                         |                                         |                                         |                                         |  |  |                               |                               |                               |                               |                               |                               |  |  |                                               |                                               |                                               |                                               |                                               |                                               |  |  |  |  |  |  |  |  |  |  |  |  |  |  |  |  |  |  |  |  |  |  |  |  |
|     |     |     |     | San Leodegario vescovo di Autun († 677)           | San Leodegario vescovo di Autun († 677)           | San Leodegario vescovo di Autun († 677)           | San Leodegario vescovo di Autun († 677)           | San Leodegario vescovo di Autun († 677)           | San Leodegario vescovo di Autun († 677)           |          |          | (Adele)    | (Adele)    | (Adele)    | (Adele)    | (Adele)    | (Adele)    |  |  | (Alberico)               | (Alberico)               | (Alberico)               | (Alberico)               | (Alberico)               | (Alberico)               |              |              | Dagoberto I re dei Franchi († 639) | Dagoberto I re dei Franchi († 639) | Dagoberto I re dei Franchi († 639) | Dagoberto I re dei Franchi († 639) | Dagoberto I re dei Franchi († 639)       | Dagoberto I re dei Franchi († 639)       |                                          |                                          | Ragnétrude                               | Ragnétrude                               | Ragnétrude                      | Ragnétrude                      | Ragnétrude                      | Ragnétrude                      |  |  | Stessa persona?                         | Stessa persona?                         | Stessa persona?                         | Stessa persona?                         | Stessa persona?                         | Stessa persona?                         |  |  | Ragentrude                              | Ragentrude                              | Ragentrude                              | Ragentrude                              | Ragentrude                              | Ragentrude                              |  |  | Waldeberto conte di Thérouane | Waldeberto conte di Thérouane | Waldeberto conte di Thérouane | Waldeberto conte di Thérouane | Waldeberto conte di Thérouane | Waldeberto conte di Thérouane |  |  |                                               |                                               |                                               |                                               |                                               |                                               |  |  |  |  |  |  |  |  |  |  |  |  |  |  |  |  |  |  |  |  |  |  |  |  |
|     |     |     |     | San Leodegario vescovo di Autun († 677)           | San Leodegario vescovo di Autun († 677)           | San Leodegario vescovo di Autun († 677)           | San Leodegario vescovo di Autun († 677)           | San Leodegario vescovo di Autun († 677)           | San Leodegario vescovo di Autun († 677)           |          |          | (Adele)    | (Adele)    | (Adele)    | (Adele)    | (Adele)    | (Adele)    |  |  | (Alberico)               | (Alberico)               | (Alberico)               | (Alberico)               | (Alberico)               | (Alberico)               |              |              | Dagoberto I re dei Franchi († 639) | Dagoberto I re dei Franchi († 639) | Dagoberto I re dei Franchi († 639) | Dagoberto I re dei Franchi († 639) | Dagoberto I re dei Franchi († 639)       | Dagoberto I re dei Franchi († 639)       |                                          |                                          | Ragnétrude                               | Ragnétrude                               | Ragnétrude                      | Ragnétrude                      | Ragnétrude                      | Ragnétrude                      |  |  | Stessa persona?                         | Stessa persona?                         | Stessa persona?                         | Stessa persona?                         | Stessa persona?                         | Stessa persona?                         |  |  | Ragentrude                              | Ragentrude                              | Ragentrude                              | Ragentrude                              | Ragentrude                              | Ragentrude                              |  |  | Waldeberto conte di Thérouane | Waldeberto conte di Thérouane | Waldeberto conte di Thérouane | Waldeberto conte di Thérouane | Waldeberto conte di Thérouane | Waldeberto conte di Thérouane |  |  |                                               |                                               |                                               |                                               |                                               |                                               |  |  |  |  |  |  |  |  |  |  |  |  |  |  |  |  |  |  |  |  |  |  |  |  |
|     |     |     |     |                                                   |                                                   |                                                   |                                                   |                                                   |                                                   |          |          |            |            |            |            |            |            |  |  |                          |                          |                          |                          |                          |                          |              |              |                                    |                                    |                                    |                                    |                                          |                                          |                                          |                                          |                                          |                                          |                                 |                                 |                                 |                                 |  |  |                                         |                                         |                                         |                                         |                                         |                                         |  |  |                                         |                                         |                                         |                                         |                                         |                                         |  |  |                               |                               |                               |                               |                               |                               |  |  |                                               |                                               |                                               |                                               |                                               |                                               |  |  |  |  |  |  |  |  |  |  |  |  |  |  |  |  |  |  |  |  |  |  |  |  |
|     |     |     |     |                                                   |                                                   |                                                   |                                                   |                                                   |                                                   |          |          |            |            |            |            |            |            |  |  |                          |                          |                          |                          |                          |                          |              |              |                                    |                                    |                                    |                                    |                                          |                                          |                                          |                                          |                                          |                                          |                                 |                                 |                                 |                                 |  |  |                                         |                                         |                                         |                                         |                                         |                                         |  |  |                                         |                                         |                                         |                                         |                                         |                                         |  |  |                               |                               |                               |                               |                               |                               |  |  |                                               |                                               |                                               |                                               |                                               |                                               |  |  |  |  |  |  |  |  |  |  |  |  |  |  |  |  |  |  |  |  |  |  |  |  |
|     |     |     |     | Eticone-Adalrico duca d'Alsazia (circa 635-† 690) | Eticone-Adalrico duca d'Alsazia (circa 635-† 690) | Eticone-Adalrico duca d'Alsazia (circa 635-† 690) | Eticone-Adalrico duca d'Alsazia (circa 635-† 690) | Eticone-Adalrico duca d'Alsazia (circa 635-† 690) | Eticone-Adalrico duca d'Alsazia (circa 635-† 690) |          |          | Bereswinde | Bereswinde | Bereswinde | Bereswinde | Bereswinde | Bereswinde |  |  |                          |                          |                          |                          | Chimnechilde             | Chimnechilde             | Chimnechilde | Chimnechilde | Chimnechilde                       | Chimnechilde                       |                                    |                                    | Sigeberto III re d'Austrasia (630 † 656) | Sigeberto III re d'Austrasia (630 † 656) | Sigeberto III re d'Austrasia (630 † 656) | Sigeberto III re d'Austrasia (630 † 656) | Sigeberto III re d'Austrasia (630 † 656) | Sigeberto III re d'Austrasia (630 † 656) |                                 |                                 |                                 |                                 |  |  |                                         |                                         |                                         |                                         |                                         |                                         |  |  | Ugoberto siniscalco (circa 640-† 693/7) | Ugoberto siniscalco (circa 640-† 693/7) | Ugoberto siniscalco (circa 640-† 693/7) | Ugoberto siniscalco (circa 640-† 693/7) | Ugoberto siniscalco (circa 640-† 693/7) | Ugoberto siniscalco (circa 640-† 693/7) |  |  | Plectrude                     | Plectrude                     | Plectrude                     | Plectrude                     | Plectrude                     | Plectrude                     |  |  | Cariberto conte sulla Mosella (696)           | Cariberto conte sulla Mosella (696)           | Cariberto conte sulla Mosella (696)           | Cariberto conte sulla Mosella (696)           | Cariberto conte sulla Mosella (696)           | Cariberto conte sulla Mosella (696)           |  |  |  |  |  |  |  |  |  |  |  |  |  |  |  |  |  |  |  |  |  |  |  |  |
|     |     |     |     | Eticone-Adalrico duca d'Alsazia (circa 635-† 690) | Eticone-Adalrico duca d'Alsazia (circa 635-† 690) | Eticone-Adalrico duca d'Alsazia (circa 635-† 690) | Eticone-Adalrico duca d'Alsazia (circa 635-† 690) | Eticone-Adalrico duca d'Alsazia (circa 635-† 690) | Eticone-Adalrico duca d'Alsazia (circa 635-† 690) |          |          | Bereswinde | Bereswinde | Bereswinde | Bereswinde | Bereswinde | Bereswinde |  |  |                          |                          |                          |                          | Chimnechilde             | Chimnechilde             | Chimnechilde | Chimnechilde | Chimnechilde                       | Chimnechilde                       |                                    |                                    | Sigeberto III re d'Austrasia (630 † 656) | Sigeberto III re d'Austrasia (630 † 656) | Sigeberto III re d'Austrasia (630 † 656) | Sigeberto III re d'Austrasia (630 † 656) | Sigeberto III re d'Austrasia (630 † 656) | Sigeberto III re d'Austrasia (630 † 656) |                                 |                                 |                                 |                                 |  |  |                                         |                                         |                                         |                                         |                                         |                                         |  |  | Ugoberto siniscalco (circa 640-† 693/7) | Ugoberto siniscalco (circa 640-† 693/7) | Ugoberto siniscalco (circa 640-† 693/7) | Ugoberto siniscalco (circa 640-† 693/7) | Ugoberto siniscalco (circa 640-† 693/7) | Ugoberto siniscalco (circa 640-† 693/7) |  |  | Plectrude                     | Plectrude                     | Plectrude                     | Plectrude                     | Plectrude                     | Plectrude                     |  |  | Cariberto conte sulla Mosella (696)           | Cariberto conte sulla Mosella (696)           | Cariberto conte sulla Mosella (696)           | Cariberto conte sulla Mosella (696)           | Cariberto conte sulla Mosella (696)           | Cariberto conte sulla Mosella (696)           |  |  |  |  |  |  |  |  |  |  |  |  |  |  |  |  |  |  |  |  |  |  |  |  |
|     |     |     |     |                                                   |                                                   |                                                   |                                                   |                                                   |                                                   |          |          |            |            |            |            |            |            |  |  |                          |                          |                          |                          |                          |                          |              |              |                                    |                                    |                                    |                                    |                                          |                                          |                                          |                                          |                                          |                                          |                                 |                                 |                                 |                                 |  |  |                                         |                                         |                                         |                                         |                                         |                                         |  |  |                                         |                                         |                                         |                                         |                                         |                                         |  |  |                               |                               |                               |                               |                               |                               |  |  |                                               |                                               |                                               |                                               |                                               |                                               |  |  |  |  |  |  |  |  |  |  |  |  |  |  |  |  |  |  |  |  |  |  |  |  |
|     |     |     |     |                                                   |                                                   |                                                   |                                                   |                                                   |                                                   |          |          |            |            |            |            |            |            |  |  |                          |                          |                          |                          |                          |                          |              |              |                                    |                                    |                                    |                                    |                                          |                                          |                                          |                                          |                                          |                                          |                                 |                                 |                                 |                                 |  |  |                                         |                                         |                                         |                                         |                                         |                                         |  |  |                                         |                                         |                                         |                                         |                                         |                                         |  |  |                               |                               |                               |                               |                               |                               |  |  |                                               |                                               |                                               |                                               |                                               |                                               |  |  |  |  |  |  |  |  |  |  |  |  |  |  |  |  |  |  |  |  |  |  |  |  |
|     |     |     |     |                                                   |                                                   |                                                   |                                                   |                                                   |                                                   |          |          |            |            |            |            |            |            |  |  |                          |                          |                          |                          |                          |                          |              |              |                                    |                                    |                                    |                                    |                                          |                                          |                                          |                                          | Adele badessa di Pfalzel ⚭ Odon          | Adele badessa di Pfalzel ⚭ Odon          | Adele badessa di Pfalzel ⚭ Odon | Adele badessa di Pfalzel ⚭ Odon | Adele badessa di Pfalzel ⚭ Odon | Adele badessa di Pfalzel ⚭ Odon |  |  | Ragentrude ⚭ Teodeberto duca di Baviera | Ragentrude ⚭ Teodeberto duca di Baviera | Ragentrude ⚭ Teodeberto duca di Baviera | Ragentrude ⚭ Teodeberto duca di Baviera | Ragentrude ⚭ Teodeberto duca di Baviera | Ragentrude ⚭ Teodeberto duca di Baviera |  |  | Plectrude ⚭ Pipino di Herstal           | Plectrude ⚭ Pipino di Herstal           | Plectrude ⚭ Pipino di Herstal           | Plectrude ⚭ Pipino di Herstal           | Plectrude ⚭ Pipino di Herstal           | Plectrude ⚭ Pipino di Herstal           |  |  | N ⚭ Bertrada di Prüm          | N ⚭ Bertrada di Prüm          | N ⚭ Bertrada di Prüm          | N ⚭ Bertrada di Prüm          | N ⚭ Bertrada di Prüm          | N ⚭ Bertrada di Prüm          |  |  | San Uberto vescovo di Liegi (circa 657-† 727) | San Uberto vescovo di Liegi (circa 657-† 727) | San Uberto vescovo di Liegi (circa 657-† 727) | San Uberto vescovo di Liegi (circa 657-† 727) | San Uberto vescovo di Liegi (circa 657-† 727) | San Uberto vescovo di Liegi (circa 657-† 727) |  |  |  |  |  |  |  |  |  |  |  |  |  |  |  |  |  |  |  |  |  |  |  |  |
|     |     |     |     |                                                   |                                                   |                                                   |                                                   |                                                   |                                                   |          |          |            |            |            |            |            |            |  |  |                          |                          |                          |                          |                          |                          |              |              |                                    |                                    |                                    |                                    |                                          |                                          |                                          |                                          | Adele badessa di Pfalzel ⚭ Odon          | Adele badessa di Pfalzel ⚭ Odon          | Adele badessa di Pfalzel ⚭ Odon | Adele badessa di Pfalzel ⚭ Odon | Adele badessa di Pfalzel ⚭ Odon | Adele badessa di Pfalzel ⚭ Odon |  |  | Ragentrude ⚭ Teodeberto duca di Baviera | Ragentrude ⚭ Teodeberto duca di Baviera | Ragentrude ⚭ Teodeberto duca di Baviera | Ragentrude ⚭ Teodeberto duca di Baviera | Ragentrude ⚭ Teodeberto duca di Baviera | Ragentrude ⚭ Teodeberto duca di Baviera |  |  | Plectrude ⚭ Pipino di Herstal           | Plectrude ⚭ Pipino di Herstal           | Plectrude ⚭ Pipino di Herstal           | Plectrude ⚭ Pipino di Herstal           | Plectrude ⚭ Pipino di Herstal           | Plectrude ⚭ Pipino di Herstal           |  |  | N ⚭ Bertrada di Prüm          | N ⚭ Bertrada di Prüm          | N ⚭ Bertrada di Prüm          | N ⚭ Bertrada di Prüm          | N ⚭ Bertrada di Prüm          | N ⚭ Bertrada di Prüm          |  |  | San Uberto vescovo di Liegi (circa 657-† 727) | San Uberto vescovo di Liegi (circa 657-† 727) | San Uberto vescovo di Liegi (circa 657-† 727) | San Uberto vescovo di Liegi (circa 657-† 727) | San Uberto vescovo di Liegi (circa 657-† 727) | San Uberto vescovo di Liegi (circa 657-† 727) |  |  |  |  |  |  |  |  |  |  |  |  |  |  |  |  |  |  |  |  |  |  |  |  |
|     |     |     |     |                                                   |                                                   |                                                   |                                                   |                                                   |                                                   |          |          |            |            |            |            |            |            |  |  |                          |                          |                          |                          |                          |                          |              |              |                                    |                                    |                                    |                                    |                                          |                                          |                                          |                                          |                                          |                                          |                                 |                                 |                                 |                                 |  |  |                                         |                                         |                                         |                                         |                                         |                                         |  |  |                                         |                                         |                                         |                                         |                                         |                                         |  |  |                               |                               |                               |                               |                               |                               |  |  |                                               |                                               |                                               |                                               |                                               |                                               |  |  |  |  |  |  |  |  |  |  |  |  |  |  |  |  |  |  |  |  |  |  |  |  |
|     |     |     |     | Haicho                                            | Haicho                                            | Haicho                                            | Haicho                                            | Haicho                                            | Haicho                                            |          |          | Ugo        | Ugo        | Ugo        | Ugo        | Ugo        | Ugo        |  |  | Adalberto duca d'Alsazia | Adalberto duca d'Alsazia | Adalberto duca d'Alsazia | Adalberto duca d'Alsazia | Adalberto duca d'Alsazia | Adalberto duca d'Alsazia |              |              |                                    |                                    |                                    |                                    |                                          |                                          |                                          |                                          | Gerlinde                                 | Gerlinde                                 | Gerlinde                        | Gerlinde                        | Gerlinde                        | Gerlinde                        |  |  | Ugoberto duca di Baviera                | Ugoberto duca di Baviera                | Ugoberto duca di Baviera                | Ugoberto duca di Baviera                | Ugoberto duca di Baviera                | Ugoberto duca di Baviera                |  |  |                                         |                                         |                                         |                                         |                                         |                                         |  |  | Cariberto conte di Laon       | Cariberto conte di Laon       | Cariberto conte di Laon       | Cariberto conte di Laon       | Cariberto conte di Laon       | Cariberto conte di Laon       |  |  |                                               |                                               |                                               |                                               |                                               |                                               |  |  |  |  |  |  |  |  |  |  |  |  |  |  |  |  |  |  |  |  |  |  |  |  |
|     |     |     |     | Haicho                                            | Haicho                                            | Haicho                                            | Haicho                                            | Haicho                                            | Haicho                                            |          |          | Ugo        | Ugo        | Ugo        | Ugo        | Ugo        | Ugo        |  |  | Adalberto duca d'Alsazia | Adalberto duca d'Alsazia | Adalberto duca d'Alsazia | Adalberto duca d'Alsazia | Adalberto duca d'Alsazia | Adalberto duca d'Alsazia |              |              |                                    |                                    |                                    |                                    |                                          |                                          |                                          |                                          | Gerlinde                                 | Gerlinde                                 | Gerlinde                        | Gerlinde                        | Gerlinde                        | Gerlinde                        |  |  | Ugoberto duca di Baviera                | Ugoberto duca di Baviera                | Ugoberto duca di Baviera                | Ugoberto duca di Baviera                | Ugoberto duca di Baviera                | Ugoberto duca di Baviera                |  |  |                                         |                                         |                                         |                                         |                                         |                                         |  |  | Cariberto conte di Laon       | Cariberto conte di Laon       | Cariberto conte di Laon       | Cariberto conte di Laon       | Cariberto conte di Laon       | Cariberto conte di Laon       |  |  |                                               |                                               |                                               |                                               |                                               |                                               |  |  |  |  |  |  |  |  |  |  |  |  |  |  |  |  |  |  |  |  |  |  |  |  |
|     |     |     |     |                                                   |                                                   |                                                   |                                                   |                                                   |                                                   |          |          |            |            |            |            |            |            |  |  |                          |                          |                          |                          |                          |                          |              |              |                                    |                                    |                                    |                                    |                                          |                                          |                                          |                                          |                                          |                                          |                                 |                                 |                                 |                                 |  |  |                                         |                                         |                                         |                                         |                                         |                                         |  |  |                                         |                                         |                                         |                                         |                                         |                                         |  |  |                               |                               |                               |                               |                               |                               |  |  |                                               |                                               |                                               |                                               |                                               |                                               |  |  |  |  |  |  |  |  |  |  |  |  |  |  |  |  |  |  |  |  |  |  |  |  |
|     |     |     |     |                                                   |                                                   |                                                   |                                                   |                                                   |                                                   |          |          |            |            |            |            |            |            |  |  |                          |                          |                          |                          |                          |                          |              |              |                                    |                                    |                                    |                                    |                                          |                                          |                                          |                                          |                                          |                                          |                                 |                                 |                                 |                                 |  |  |                                         |                                         |                                         |                                         |                                         |                                         |  |  |                                         |                                         |                                         |                                         |                                         |                                         |  |  |                               |                               |                               |                               |                               |                               |  |  |                                               |                                               |                                               |                                               |                                               |                                               |  |  |  |  |  |  |  |  |  |  |  |  |  |  |  |  |  |  |  |  |  |  |  |  |
| Ugo | Ugo | Ugo | Ugo | Ugo                                               | Ugo                                               |                                                   |                                                   | Alberico                                          | Alberico                                          | Alberico | Alberico | Alberico   | Alberico   |            |            |            |            |  |  |                          |                          |                          |                          |                          |                          |              |              |                                    |                                    |                                    |                                    |                                          |                                          |                                          |                                          |                                          |                                          |                                 |                                 |                                 |                                 |  |  |                                         |                                         |                                         |                                         |                                         |                                         |  |  |                                         |                                         |                                         |                                         |                                         |                                         |  |  |                               |                               |                               |                               |                               |                               |  |  |                                               |                                               |                                               |                                               |                                               |                                               |  |  |  |  |  |  |  |  |  |  |  |  |  |  |  |  |  |  |  |  |  |  |  |  |
| Ugo | Ugo | Ugo | Ugo | Ugo                                               | Ugo                                               |                                                   |                                                   | Alberico                                          | Alberico                                          | Alberico | Alberico | Alberico   | Alberico   |            |            |            |            |  |  |                          |                          |                          |                          |                          |                          |              |              |                                    |                                    |                                    |                                    |                                          |                                          |                                          |                                          |                                          |                                          |                                 |                                 |                                 |                                 |  |  |                                         |                                         |                                         |                                         |                                         |                                         |  |  |                                         |                                         |                                         |                                         |                                         |                                         |  |  |                               |                               |                               |                               |                               |                               |  |  |                                               |                                               |                                               |                                               |                                               |                                               |  |  |  |  |  |  |  |  |  |  |  |  |  |  |  |  |  |  |  |  |  |  |  |  |
|     |     |     |     |                                                   |                                                   |                                                   |                                                   | Ugoberto                                          |                                                   |          |          |            |            |            |            |            |            |  |  |                          |                          |                          |                          |                          |                          |              |              |                                    |                                    |                                    |                                    |                                          |                                          |                                          |                                          |                                          |                                          |                                 |                                 |                                 |                                 |  |  |                                         |                                         |                                         |                                         |                                         |                                         |  |  |                                         |                                         |                                         |                                         |                                         |                                         |  |  |                               |                               |                               |                               |                               |                               |  |  |                                               |                                               |                                               |                                               |                                               |                                               |  |  |  |  |  |  |  |  |  |  |  |  |  |  |  |  |  |  |  |  |  |  |  |  |